# Ricardo Lorenz
Ricardo Lorenz (* 24. Mai 1961) ist ein venezolanischer Komponist und Musikpädagoge.

## Leben
Lorenz studierte Komposition an der University of Chicago und an der Indiana University. Seine Lehrer waren Juan Orrego-Salas, Shulamit Ran und Donald Erb. Seit 1982 lebt er in den USA. Von 1987 bis 1992 leitete er das Latin American Music Center an der Indiana University. Hier etablierte er ein Netzwerk lateinamerikanischer Komponisten und stellte das Quellenbuch Scores and Recordings at Indiana University’s Latin American Music Center zusammen, das 1995 veröffentlicht wurde. Von 1998 bis 2003 war er Artist in Residence beim Armonìa Musicians Residency Program des Chicago Symphony Orchestra, von 1998 bis 1999 der Billings Symphony  und von 1999 bis 2000 der Kammermusikreihe Music in the Loft. An der Indiana University leitete er von 2003 bis 2005 das Latin American Popular Music Ensemble. Er ist Professor für Komposition an der Michigan State University.
Die Kompositionen Lorenz’ wurden bei internationalen Festivals wie den Sonidos de las Amèricas in der Carnegie Hall, dem Ravinia Festival, dem Kammermusikfestival von Santa Fe und dem Festival Internacional de Musica Contemporanea in Alicante und von namhaften Orchestern der USA, Venezuelas, Deutschlands, Spaniens, Mexikos, Brasiliens, Schwedens, Kanadas, Israels, Argentiniens und der Tschechischen Republik aufgeführt. Sie wurden bei Keiser Southern Music und Boosey & Hawkes veröffentlicht und bei Labels wie Naxos, ECM Records, Albany Records, Arabesque Recordings, Navona Records, Cedille Records, GIA Publications und Blue Griffin Recordings aufgenommen.